# Graduál loucký
Graduál loucký (latinsky) Graduale monasterii O. Praeem. Lucensis prope Znojmo, pars aestivalis, též Graduál z Louky je graduál z premonstrátského kláštera v Louce u Znojma. Nechal jej zhotovit loucký opat Pavel (1474–1512). Jeho znak i jméno jsou uvedeny na titulním listu. Písařem byl Egidius Has, klerik pasovské diecéze. Původně byl označován jako Loucký antifonář, ale později byl správně určen, jako první část graduálu. Je uchováván ve Vědecké knihovně v Olomouci (signatura M IV 1).

## Popis
Graduál obsahuje zpívané mešní texty pouze pro letní část – která obsahuje období mezi Hodem Božím Svatodušním a XXIII. nedělí po svaté Trojici neboli XXIV. nedělí po Duchu svatém. Předpokládá se tedy, že existovala i druhá – zimní část. O té ale není nic známo.
Text je psán gotickými minuskulemi černým inkoustem. Červeným inkoustem jsou psány nadpisy jednotlivých částí (např. Sequitur de Sanctis, tempore aestivali) nebo dnů liturgického roku, ke kterým příslušná skladba patří (např. Dominica XXIII post sta Trinit). Dále jsou červeně označovány začátky částí mše (např. offertorium).

### Ilustrace

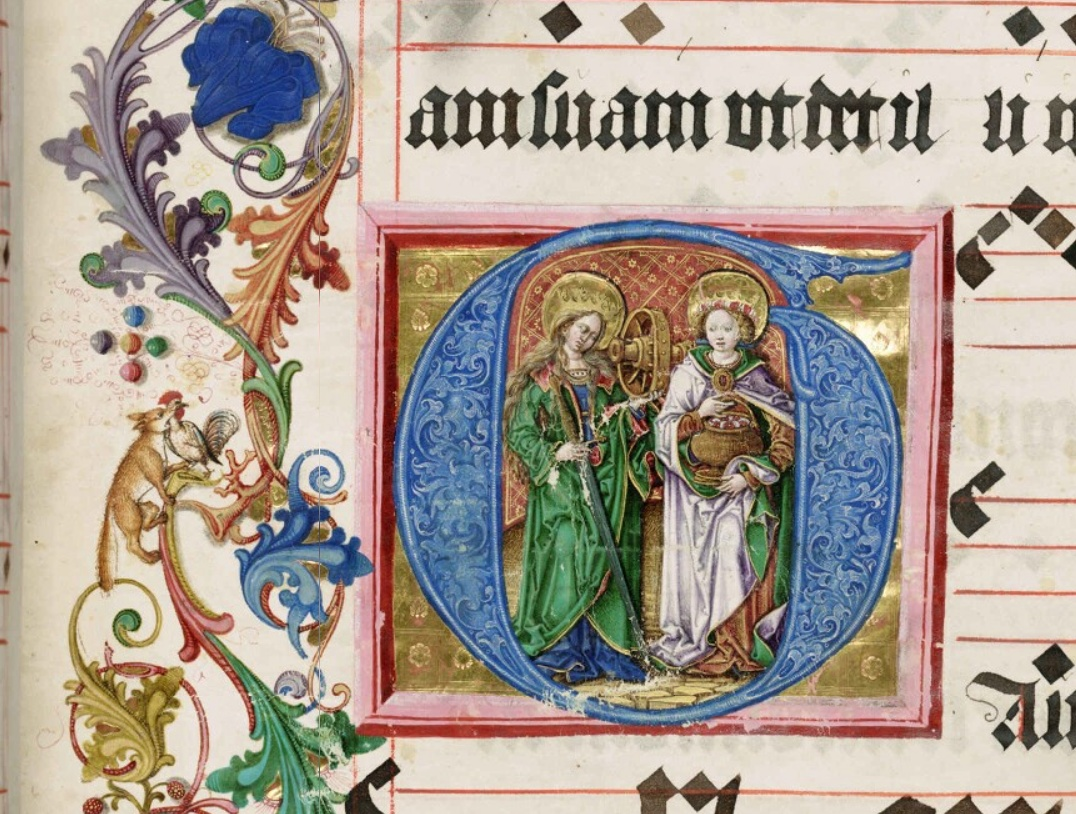
Malířská iniciála Gaudeamus s postavami svaté Kateřiny a svaté Doroty, vlevo liška s kohoutem. (strana 272)

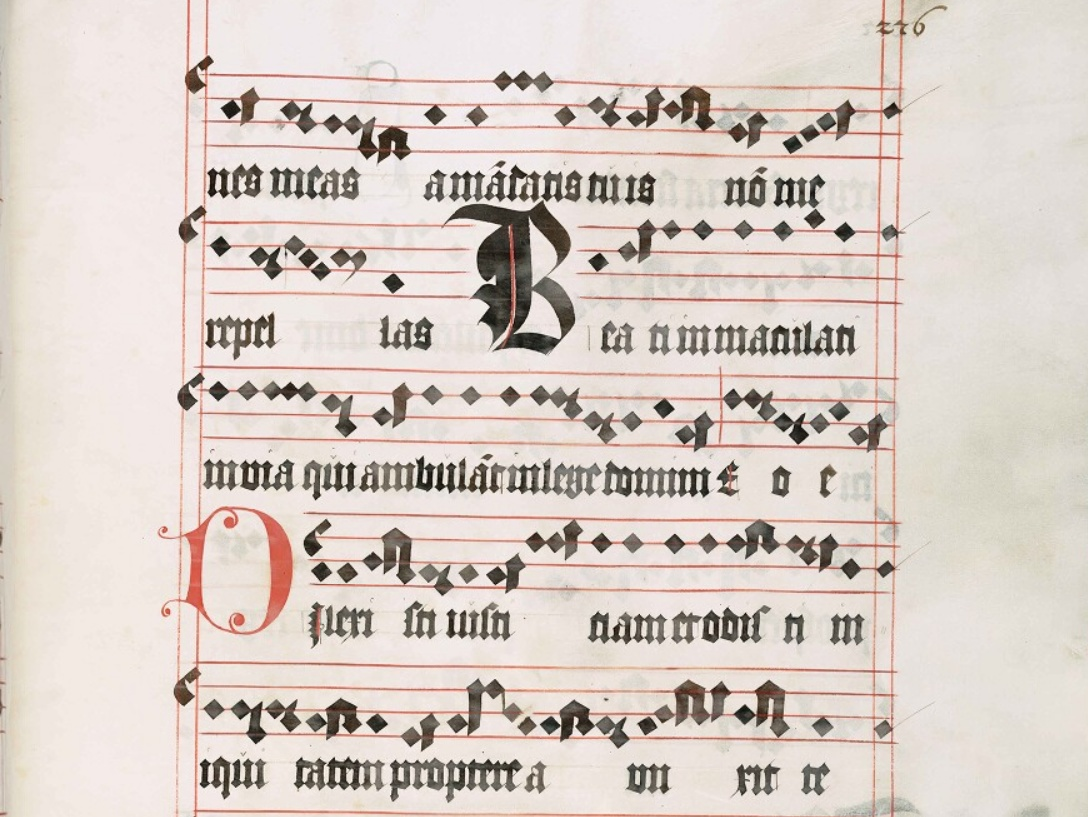
Ukázka dvojího druhu písařských iniciál (strana 276)

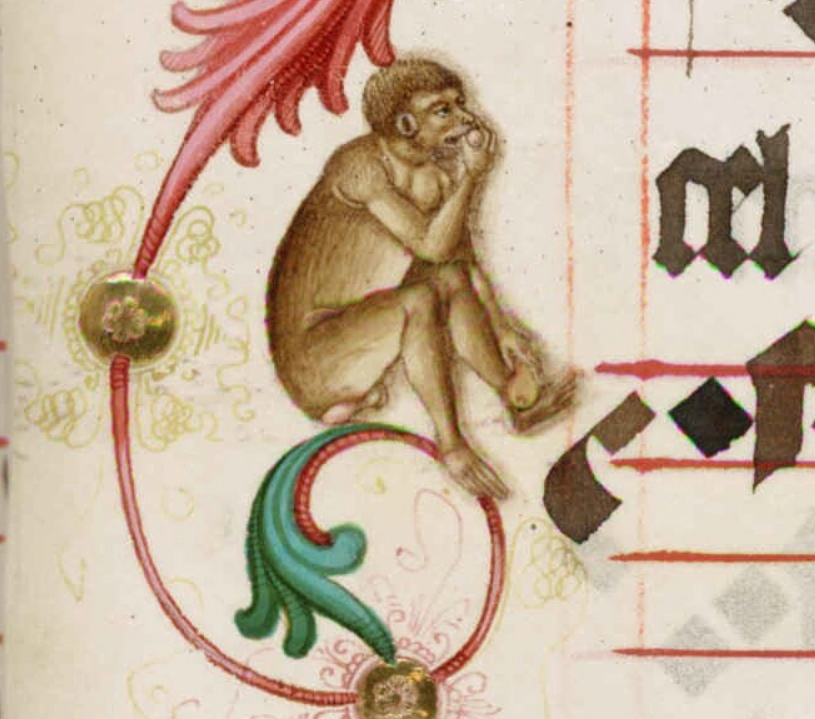
Obrázek opice vedle iniciály na straně 336

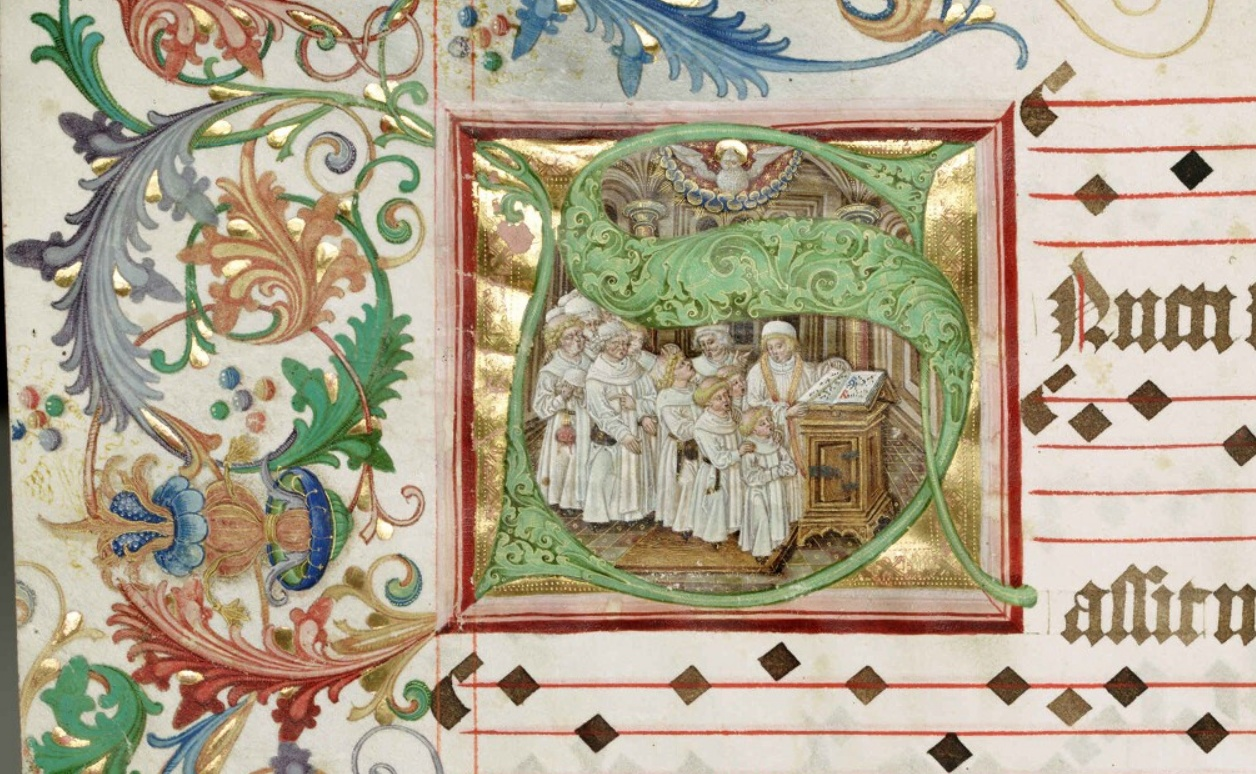
Strana 353: iniciála Sancti, premonstrátští řeholníci zpívají podle graduálu.

Titulní list je v levé části zdoben ornamentálním pásem o rozměrech 57 x 8 cm s rostlinnými motivy zcela v renesančním stylu. Postava anděla nese znak opata Pavla (1474–1512) a nápis Paulus abbas. Na další nápisové desce je uveden autor graduálu Egidius Has, clericus Pataviensis, scriptor huius libri). V pravé části se nalézá iniciála Spiritus (16 x 16 cm) s výjevem Seslání Ducha svatého.
Graduál je vedle titulního listu ilustrován osmnácti figurálními iniciálami o rozměrech přibližně 10 x 10 cm. Stylově se jedná o zaalpský pozdně gotický styl (pojetí draperií) ovlivněný italskou renesancí (modelace některých hlav, pojetí krajin, úprava titulního listu). Ilustrace byly připisovány Mistru Cassianova kodexu, který působil v Budě u dvora Matyáše Korvína Pozdější výzkumy přisuzují ilustrace rovněž Egidiu Hasovi,, který je znám i pod označením Mistr Wolfgangova misálu. Iniciály jsou doplněny rostlinnými ornamenty s ukrytými figurkami zvířat i lidí.
Jednotlivé iniciály jsou:
- strana 15: iniciála Benedicta, Nejsvětější Trojice, v dekoru obrázek lovce střílejícího na ptáka,
- strana 17: iniciála Cibavit, Izraelité sbírají manu,
- strana 117: iniciála Terribilis, Setkání Krista se Zacheem,
- strana 127 bis/1: iniciála Dies, 3 lebky,
- strana 134: iniciála De ventre, svatý Jan Křtitel.
- strana 160: iniciála Salve, Panna Maria ve svatozáři,
- strana 168: iniciála Gaudeamus, Smrt Panny Marie,
- strana 177: iniciála In virtute, svatý Václav,
- strana 179: iniciála Benedicite, svatý Michal přemáhající ďábla,
- strana 189: iniciála Michi, svatý Petr a svatý Ondřej.
- strana 201: iniciála Intret, svatý Kryštof a svatý Šebestián,
- strana 232: iniciála Letabitur, svatý Erasmus, ozdoba v podobě volavky s hadem kolem krku a v zobáku.
- strana 250: iniciála Sacerdotes, svatý Martin a svatý Mikuláš, v dekoru páv.
- strana 265: iniciála Os iusti, svatý Jiljí, v dekoru sova.
- strana 272: iniciála Gaudeamus, svatá Kateřina a svatá Dorota, v dekoru liška s kohoutem v tlamě.
- strana 3O6: iniciála Kyrie, anděl s nápisovou páskou,
- strana 336: iniciála Sanctus, trůnící Bůh Otec, v dekoru opice.
- strana 353: iniciála Sancti, premonstrátští řeholníci při společném zpěvu.[1]

Dále je zde 154 písařských filigránových iniciál velikosti přibližně 5 x 5 cm. Na třech místech (strany 121, 295 a 495) jsou vynechaná místa, kde měly být patrně další tři písařské iniciály.

### Vazba
Vazba graduálu pochází z roku 1581. Dřevěné desky o rozměrech 61 x 41,5 cm jsou potaženy usní zdobenou slepotiskem. Jednotlivé motivy jsou: Zvěstování Panně Marii, svatá Kateřina, Ukřižování, Zmrtvýchvstání, svatý Augustin, svatý Norbert, Panna Marie, Nejsvětější Trojice.
Vazbu nechal provést opat Šebestián Freytag z Čepiroh (1533-1585). Jeho znak a nápis Sebastianus Freitog a Cziepiroh, I.V.D., divina provident. abb. Lucensis A.D. 1581 je na přední straně desek. Na zadní straně je nápis sancte Wenceslae, patrone monasterii Lucensis, ora pro nobis A.D. 1581. Na deskách jsou patrné zbytky spon a nárožnic.